# سیارک ۲۸۲۴۲
سیارک ۲۸۲۴۲ (به انگلیسی: 28242 Mingantu، نامگذاری:1999AT22) بیست و هشت هزار و دویست و چهل و دومین سیارک کشف شده‌است که در ۶ ژانویه ۱۹۹۹ کشف شد.